# Team Lotto NL-Jumbo/Saison 2016
Diese Liste beschreibt die Mannschaft und die Erfolge des Radsportteams Team Lotto NL-Jumbo in der Saison 2016.

## Erfolge in der UCI WorldTour
In den Rennen der Saison 2016 der UCI WorldTour gelangen die nachstehenden Erfolge.
| Datum         | Rennen                        | Sieger            |
| ------------- | ----------------------------- | ----------------- |
| 15. Mai       | 9. Etappe Giro d’Italia (EZF) | Primož Roglič     |
| 3. September  | 14. Etappe Vuelta a España    | Robert Gesink     |
| 19. September | 1. Etappe Eneco Tour          | Dylan Groenewegen |

## Erfolge in der UCI Europe Tour
In den Rennen der Saison 2016 der UCI Europe Tour gelangen die nachstehenden Erfolge.
| Datum        | Rennen                               | Kat. | Sieger            |
| ------------ | ------------------------------------ | ---- | ----------------- |
| 5. Februar   | 3. Etappe Valencia-Rundfahrt         | 2.1  | Dylan Groenewegen |
| 5. März      | 1. Etappe Drei Tage von Westflandern | 2.1  | Dylan Groenewegen |
| 29. April    | 1. Etappe Tour de Yorkshire          | 2.1  | Dylan Groenewegen |
| 4. Juni      | Heistse Pijl - Heist op den Berg     | 1.1  | Dylan Groenewegen |
| 12. Juni     | Rund um Köln                         | 1.1  | Dylan Groenewegen |
| 15. Juni     | 1. Etappe Ster ZLM Toer (EZF)        | 2.1  | Jos van Emden     |
| 17. Juni     | 3. Etappe Ster ZLM Toer              | 2.1  | Dylan Groenewegen |
| 18. Juni     | 4. Etappe Ster ZLM Toer              | 2.1  | Sep Vanmarcke     |
| 15.–19. Juni | Gesamtwertung Ster ZLM Toer          | 2.1  | Sep Vanmarcke     |
| 19. August   | Arnhem–Veenendaal Classic            | 1.1  | Dylan Groenewegen |
| 24. August   | 2. Etappe Tour du Poitou Charentes   | 2.1  | Tom Van Asbroeck  |
| 7. September | 4. Etappe Tour of Britain            | 2.HC | Dylan Groenewegen |
| 2. Oktober   | Tour de l’Eurométropole              | 1.1  | Dylan Groenewegen |

## Erfolge bei den Nationalen Straßen-Radsportmeisterschaften
In den Rennen zu den Nationalen Straßen-Radsportmeisterschaften 2016 gelangen die nachstehenden Erfolge.
| Datum    | Rennen                                        | Sieger             |
| -------- | --------------------------------------------- | ------------------ |
| 10. Juni | Slowenische Meisterschaft – Einzelzeitfahren  | Primož Roglič      |
| 23. Juni | Belgische Meisterschaft – Einzelzeitfahren    | Victor Campenaerts |
| 25. Juni | Niederländische Meisterschaft – Straßenrennen | Dylan Groenewegen  |

## Zugänge – Abgänge
| Zugänge            | Team 2015                   | Abgänge            | Team 2016              |
| ------------------ | --------------------------- | ------------------ | ---------------------- |
| Alexey Vermeulen   | Neoprofi                    | Rick Flens         |                        |
| Dylan Groenewegen  | Roompot Oranje Peloton      | Marc Goos          |                        |
| Primož Roglič      | Adria Mobil                 | Laurens ten Dam    | Team Giant-Alpecin     |
| Koen Bouwman       | SEG Racing                  | Barry Markus       | Roompot Oranje Peloton |
| Enrico Battaglin   | Bardiani CSF                | Kevin De Weert     | Laufbahn beendet       |
| Victor Campenaerts | Topsport Vlaanderen-Baloise | Brian Bulgac       | Team Vorarlberg        |
| Steven Lammertink  | SEG Racing                  | Nick van der Lijke | Roompot Oranje Peloton |
| Twan Castelijns    | Baby-Dump Cyclingteam       |                    |                        |

## Mannschaft
| Teamkader 2016                                             | Teamkader 2016    | Teamkader 2016     | Teamkader 2016                      |
| Name                                                       | Geburtsdatum      | Land               | Vorheriges Team                     |
| ---------------------------------------------------------- | ----------------- | ------------------ | ----------------------------------- |
| Enrico Battaglin                                           | 17. November 1989 | Italien            | Bardiani CSF (2015)                 |
| George Bennett                                             | 7. April 1990     | Neuseeland         | Cannondale (2014)                   |
| Koen Bouwman                                               | 2. Dezember 1993  | Niederlande        | SEG Racing (2015)                   |
| Victor Campenaerts                                         | 28. Oktober 1991  | Belgien            | Topsport Vlaanderen-Baloise (2015)  |
| Twan Castelijns                                            | 23. Januar 1989   | Niederlande        | Baby-Dump (2015)                    |
| Robert Gesink                                              | 31. Mai 1986      | Niederlande        | Rabobank Continental (2006)         |
| Marc Goos (1. Jan.–31. Jul.)                               | 30. November 1990 | Niederlande        | Rabobank Continental (2012)         |
| Dylan Groenewegen                                          | 21. Juni 1993     | Niederlande        | Roompot Oranje Peloton (2015)       |
| Moreno Hofland                                             | 31. August 1991   | Niederlande        | Rabobank Continental (2012)         |
| Martijn Keizer                                             | 25. März 1988     | Niederlande        | Veranclassic-Doltcini (2014)        |
| Wilco Kelderman                                            | 25. März 1991     | Niederlande        | Rabobank Continental (2011)         |
| Steven Kruijswijk                                          | 7. Juni 1987      | Niederlande        | Rabobank Continental (2009)         |
| Steven Lammertink                                          | 4. Dezember 1993  | Niederlande        | SEG Racing (2015)                   |
| Tom Leezer                                                 | 26. Dezember 1985 | Niederlande        | Rabobank Continental (2007)         |
| Bert-Jan Lindeman                                          | 16. Juni 1989     | Niederlande        | Rabobank Development (2014)         |
| Paul Martens                                               | 26. Oktober 1983  | Deutschland        | Skil-Shimano (2007)                 |
| Primož Roglič                                              | 29. Oktober 1989  | Slowenien          | Adria Mobil (2015)                  |
| Timo Roosen                                                | 11. Januar 1993   | Niederlande        | Rabobank Development (2014)         |
| Bram Tankink                                               | 3. Dezember 1978  | Niederlande        | Quick Step-Innergetic (2007)        |
| Mike Teunissen                                             | 25. August 1992   | Niederlande        | Rabobank Development (2014)         |
| Maarten Tjallingii                                         | 5. November 1977  | Niederlande        | Silence-Lotto (2008)                |
| Tom Van Asbroeck                                           | 19. April 1990    | Belgien            | Topsport Vlaanderen-Baloise (2014)  |
| Jos van Emden                                              | 18. Februar 1985  | Niederlande        | Rabobank Continental (2008)         |
| Dennis van Winden                                          | 2. Dezember 1987  | Niederlande        | Synergy Baku Cycling Project (2015) |
| Sep Vanmarcke                                              | 28. Juli 1988     | Belgien            | Garmin-Sharp (2012)                 |
| Alexey Vermeulen                                           | 16. Dezember 1994 | Vereinigte Staaten | BMC Development (2015)              |
| Robert Wagner                                              | 17. April 1983    | Deutschland        | RadioShack-Nissan (2012)            |
| Maarten Wijnants                                           | 13. Mai 1982      | Belgien            | Quick Step (2010)                   |
| Zhi Hui Jiang (1. Aug.–31. Dez., Stagiaire)                | 3. März 1994      | China              | SEG Racing Academy (2016)           |
|                                                            |                   |                    |                                     |
| Quellen: ProCyclingStats Cycling Quotient Cycling Archives |                   |                    |                                     |